# Giulia Mancini
Giulia Mancini (Aprilia, 23 maggio 1998) è una pallavolista italiana, centrale della Savino Del Bene.

## Carriera

### Club
La carriera di Giulia Mancini inizia nella stagione 2015-16 nel Volleyrò, in Serie B1; nell'annata successiva entra a far parte della squadra federale del Club Italia, esordendo in Serie A1.
Resta nella massima divisione italiana anche nella stagione 2017-18 con il Savino Del Bene, in quella 2018-19 con il Cuneo Granda e in quella 2019-20 con il Filottrano. Per il campionato 2020-21 si accasa all'Helvia Recina, in Serie A2, vincendo la Coppa Italia di Serie A2.
Nella stagione 2021-22 viene ingaggiata dalla neopromossa Megavolley, in Serie A1, dove resta per tre annate, per poi passare in quella 2024-25 al Firenze: a campionato in corso tuttavia ritorna nuovamente alla Savino del Bene, sempre nella massima divisione.

### Nazionale
Nel 2015 viene convocata nella nazionale italiana under 18, con cui conquista la medaglia d'oro al campionato mondiale, e in quella nazionale italiana under 20: in quest'ultima è convocata anche nel 2017. Nel 2016 è in quella under 19 e under 23.

## Palmarès

### Club
- Coppa Italia di Serie A2: 1

2020-21

### Nazionale (competizioni minori)
- Campionato mondiale under 18 2015